# The Queen (telenovela)
The Queen é uma telenovela sul-africana de 2016 produzida pela Ferguson Films e protagonizada por Connie Ferguson e Shona Ferguson.

## Elenco
| Ator                 | Papel                       | Temporadas   | Temporadas   | Temporadas   | Temporadas |
| Ator                 | Papel                       | 1            | 2            | 3            | 4          |
| -------------------- | --------------------------- | ------------ | ------------ | ------------ | ---------- |
| Connie Ferguson      | Harriet Khoza               | Principal    | Principal    | Principal    | Principal  |
| Shona Ferguson       | Captain Jerry Maake         | Principal    | Principal    | Principal    | Principal  |
| Themba Ndaba         | Brutus Khoza                | Principal    | Principal    | Principal    | Principal  |
| Sello Maake ka-Ncube | Kgosietsile                 | Principal    |              |              |            |
| Mara Louw            | Boitswarelo "Sis Boi" Maake | Principal    |              |              |            |
| Zandile Msutwana     | Vuyiswa 'Sis V' Jola        | Principal    | Principal    | Principal    | Principal  |
| Sthembiso Khoza      | Shaka Khoza                 | Principal    | Principal    | Principal    | Principal  |
| Dineo Moeketsi       | Keabestwe 'Kea' Khoza       | Principal    | Principal    | Principal    | Principal  |
| Loyiso MacDonald     | Kagiso Khoza                | Principal    | Principal    | Principal    | Principal  |
| Natasha Thahane      | Amogelang 'Amo' Maake       | Principal    | Principal    | Participação |            |
| Zenande Mfenyana     | Goodness Mabuza             | Recorrente   | Principal    | Principal    | Principal  |
| Rami Chuene          | Gracious 'TGOM' Mabuza      |              | Principal    | Principal    | Principal  |
| Zolisa Xaluva        | Diamond Mabuza              |              | Recorrente   | Principal    |            |
| Thembsie Matu        | Patronella Zulu             |              | Principal    | Principal    |            |
| Motsoaledi Setumo    | Mmabatho Khoza              |              |              | Principal    |            |
| Khayakazi Kula       | Martha Mabuza               | Recorrente   | Principal    | Principal    |            |
| Sipho Manzini        | Jabulani 'Mjekejeke' Zulu   | Recorrente   | Principal    | Principal    |            |
| Mlamli Mangcala      | Sthembiso Radebe            | Recorrente   | Principal    | Principal    |            |
| Vuyolwethu Ngcukana  | Schumacher                  | Recorrente   | Principal    | Principal    |            |
| Xolani Mayekiso      | Thato "TT" Maake            |              | Recorrente   | Principal    |            |
| Moshe Ndiki          | Prince                      |              | Recorrente   | Recorrente   |            |
| Tumi Morake          | Dolly                       |              | Participação | Participação |            |
| Shannon Ezra         | Sandra Stein                | Participação | Participação | Participação |            |
| Andrea Dondolo       | Bongi Khoza                 | Participação | Participação | Participação |            |
| Khanya Mkangisa      | Akhona Jola                 |              |              | Recorrente   |            |
| Lorcia Kumalo        | Cordelia                    |              |              | Participação |            |
| Sindi Dlathu         | Lindiwe Dlamini             |              |              | Participação |            |